# Albert Féquant
Albert Féquant, né le 2 janvier 1886 dans le 9e arrondissement de Paris et mort pour la France le 6 septembre 1915 entre Sarrebruck (Allemagne) et Nancy (Meurthe-et-Moselle),, était un militaire français, pionnier de l’aviation. Il effectue la première mission aérienne militaire française, en 1910.

## Biographie
Albert Féquant est officier d'infanterie, au 144e régiment d'infanterie, après sa sortie de Saint-Cyr. Il est retenu pour servir dans les services d'aéronautique de l'armée peu après sa sortie d'école. Il obtient le brevet de pilote n°63, le 2 mai 1910, à la fin de sa formation à l'école Farman.
Il réalise un premier vol de 98 kilomètres, le 7 juin 1910, avant de réaliser l'exploit avec le capitaine Marconnet deux jours plus tard, de parcourir 160 kilomètres à bord d'un Farman.
En 1912, après quelques années d'affectation au service de l'aéronautique, il retourne dans l'infanterie, au 72e régiment d'infanterie,.

### La mission de 1910
Dans un contexte de querelle sur l'assignation de l'aviation à l'artillerie ou au génie militaire, le capitaine Charles Marconnet, accompagné du lieutenant Albert Féquant, réalise une mission sur ordre du colonel Estienne, directeur de l'Etablissement de Vincennes. Ce vol, d'une distance de 160 kilomètres, doit relier Châlons à Vincennes, dans un avion Farman.
En effet, le choix est fait par le général Brun, ministre de la Guerre, d'unifier les services aéronautique (qui existaient dans les deux armes) sous l'égide du génie, malgré son lien et sa formation d'artilleur. Il amène donc, avec cette décision, la suppression de l'Etablissement militaire de Vincennes, organisme aérien lié à l'artillerie, commandé par le colonel Estienne. Ainsi, l'objectif de ce dernier est alors de permettre à l'artillerie de garder la main sur l'aviation, en démontrant sa capacité à réaliser des raids aériens à longue distance.
Les deux officiers réalisent la mission avec succès le 9 juin 1910. Plus que cela, ils suscitent l'intérêt de la population française, mais également du continent européen, qui salue l'exploit.
Le ministère de la Guerre publie alors un communiqué, menant à une interprétation qui laisse sans voix le colonel Estienne : "Depuis hier la preuve est faite que l'aéroplane peut servir aux reconnaissances à longue portée. Le ministre en était persuadé depuis longtemps, aussi a-t-il pris, avant le raid camp de Châlons-Vincennes, la décision de rattacher tout le service de l'aviation au génie.". Cette conclusion n'était pas celle souhaitée par le colonel Estienne, qui s'indigne. La question, qui était déjà porté aux ordres du jour de l'Assemblée nationale, suscite la polémique pour les partisans de l'artillerie : "Nous savions, en effet, que le génie ne s'intéressait guère à l'aviation.[...] par une simple lettre de vous [du ministre de la Guerre], cette organisation de Vincennes disparaît pour rentrer dans le génie, dans cette 4e direction qui a fait si peu de chose pour l'aviation militaire." 
Malgré les retombées inattendue de la mission, les deux hommes reçoivent la Légion d'honneur, le 12 juillet 1910, sur décret du ministre de la Guerre,. Cette mission permet également de réaliser les premiers clichés photographiques de reconnaissance, permettant de développer plus encore l'aéronautique militaire.

### Durant la Première Guerre mondiale
Il reprend du service dans l'aéronautique pour effectuer des missions de reconnaissance au-dessus de la Belgique. Il signale alors, le 20 août 1914, la tentative de contournement que l'armée allemande réalise, souhaitant prendre l'armée française par le Nord, en traversant la Belgique.
Il participe à l'organisation des escadrilles de bombardement, et permet à l'état-major de l'armée française de se rendre compte de l'utilité des bombardiers lors de la première bataille de la Marne, en décimant une compagnie de garde prussien, sous les yeux du Kronprinz, à Révigny. Il prend part à tous les bombardements de 1915, notamment sur Ludwigshafen et Karlsruhe. Le 22 mars 1915, il est promu Capitaine.
Il meurt au combat, au-dessus de Sarrebruck, tué lors du retour d'une mission de bombardement. Son pilote, lui-même blessé, réussi à ramener l'avion sur le territoire français, avec le corps du Lieutenant Féquant.
Il est le frère de Philippe Féquant, commandant de l'escadrille VB.102.

## Distinctions
Chevalier de la Légion d'honneur (12 juillet 1910).